# 加藤景正
加藤 景正（かとう かげまさ、仁安3年（1168年）? - 建長元年3月19日（1249年5月3日）?）は、鎌倉時代前期の陶工で、愛知県瀬戸市域を中心とする瀬戸焼（瀬戸窯）の開祖(愛知県瀬戸市、岐阜県東美濃地方＝東濃地方）では陶祖とされる。

## 概要
通称は四郎左衛門（しろうざえもん）。これを略して藤四郎（とうしろう）とも呼ばれた。号は春慶（しゅんけい）。加藤景廉の弟と伝わるが、その実像については不明な点が多い。現代の瀬戸、美濃界隈では陶工の本家の陶祖として語り継がれている伝説的人物。
一般的な説では、貞応2年（1223年）に道元とともに南宋に渡り、5年後の嘉禄3年（1228年）に帰国の後、全国を放浪した後に尾張国の瀬戸で陶器に適した土を見つけて、13世紀中ごろの仁治3年（1242年）頃、窯を開いたとされている。一方で寛文12年（1672年）の『茶器弁玉集』には道元との入宋以前から瀬戸で窯業を営んでいたとの記述もあるという。子の加藤基通も藤四郎を名乗ってその家は12代にわたって続いたとされ、現在も愛知県瀬戸市には深川神社の境内社として景正を祀った「陶彦神社」が存在する。
その一方で、瀬戸で茶入が焼かれたのは室町時代であるとされ、景正の作品とされるものでも制作年代に疑問を持たれているものもある。また窯跡の発掘調査に基づく考古学の研究成果では、施釉技法を持つ瀬戸窯が成立したのは平安時代中期（10世紀末）の灰釉陶器窯からであり、景正の開祖伝説の年代とはまったく一致しないことが明らかとなっている。
ただし、瀬戸で無釉の山茶碗窯の時期（11世紀末～12世紀代）を経て、再び釉薬を用いた陶器製造が復活（古瀬戸様式）したのは鎌倉時代前期の12世紀末であることが発掘調査により判明しており、かつ「道元との入宋以前から景正が製陶を営んでいた」などの先述の伝承などを勘案すると、陶祖が存在した時期と古瀬戸様式の成立時期は概ね近しくなるため、景正あるいはそのモデルとなった人物が、山田郡（現・瀬戸市）に窯を定め、製陶法を瀬戸界隈に伝え、瀬戸焼（古瀬戸様式）の基礎を構築した可能性も否定はできないともされている。
景正の遺徳を偲ぶ祭りとしては、1962年に「せと陶祖（陶器）まつり」が愛知県瀬戸市にて始まり、毎年4月下旬ごろ開催されている。現在瀬戸、美濃では陶祖と言われると加藤景正の事をさすが、景正の子孫並びに末裔が美濃国（岐阜県多治見市、土岐市、可児市界隈の笠原、市之倉、定林寺、下石、妻木、肥田、駄知、久尻、高田地区など）に移り住み、景正の末裔がそれぞれの村（現在は町単位）での陶祖とされ現在に至っている。
明治38年（1905年）、正五位を追贈された。